# جانزاك

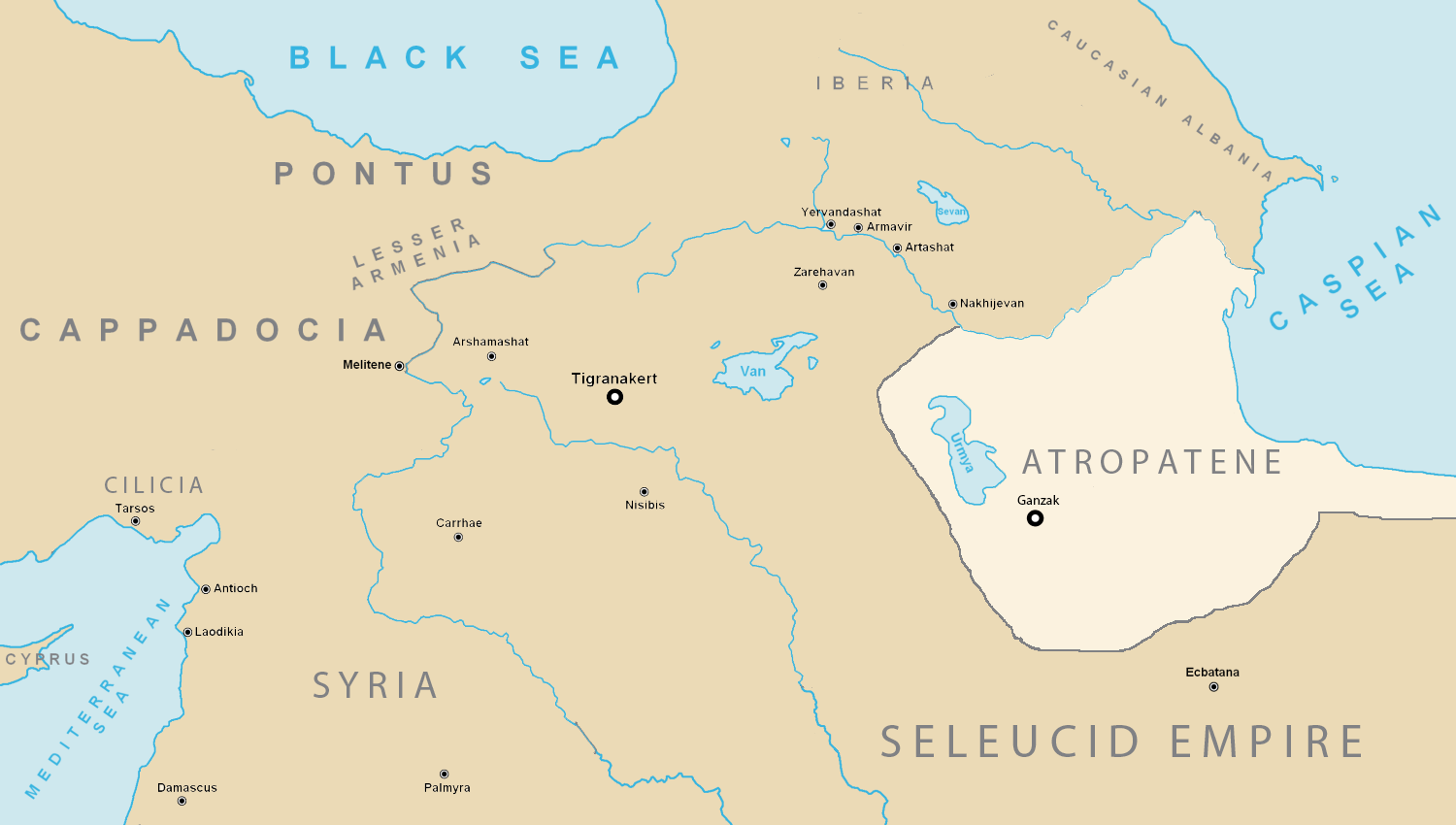
موقع مدينة جانزاك في مملكة أتروباتين

جانزاك ( الفارسي : گنزک Ganzak، اليونانية : Γάζακα)، هي مدينة قديمة تأسست في شمال غرب إيران، موقعها في مكان ما جنوب بحيرة أورميا، يُعتقد أن النبيل الفارسي أتروباتس اختارها عاصمة له. يعتقد المؤرخون مينورسكي، شيبمان، وبويس أن الموقع الدقيق لهذه المدينة هي الأنقاض التي عُثر عليها في مدينة ليلان في مقاطعة ملكان والواقعة في احداثيات (37.011555 درجة شمالا، 46.193187 ° درجة شرقا ) في سهل مياندوآب.